# Pucov (Eslováquia)
Pucov (em húngaro: Pucó) é um município da Eslováquia, situado no distrito de Dolný Kubín, na região de Žilina. Tem 9,95 km² de área e sua população em 2018 foi estimada em 878 habitantes.

## Demografia
| Ano:        | 1994 | 2004   | 2014    | 2024   |
| ----------- | ---- | ------ | ------- | ------ |
| Broj ljudi: | 684  | 735    | 831     | 895    |
| Razlika:    |      | +7,45% | +13,06% | +7,70% |

| Ano:               | 2023 | 2024   |
| ------------------ | ---- | ------ |
| Número de pessoas: | 891  | 895    |
| Diferença:         |      | +0,44% |